# Biserica de lemn din Monoroștia

Uşile împărăteşti de la biserica de lemn din Monoroştia, Arad, 1926

Fragment din pictura bisericii de lemn din Monoroştia, Arad, 1926

Biserica de lemn din Monoroștia, județul Arad avea hramul Nașterea Maicii Domnului și a fost folosită până în anul 1967 cand este mistuită de un incendiu. În 1971 se construiește biserica actuală, de zid..